# American Society of Cinematographers Award de la meilleure photographie pour un téléfilm, mini-série ou pilote
L'American Society of Cinematographers Award de la meilleure photographie pour un téléfilm, mini-série ou pilote est une récompense décernée depuis 1988 par l'American Society of Cinematographers dans sa remise de prix annuelle.
Même si la guilde s'aligne sur les Primetime Emmy Awards en séparant les séries régulières des téléfilms et mini-séries, c'est la seule guilde à distinguer séparément les pilotes. Ces derniers ne sont pas présents dans cette catégorie de 2009 à 2014.

## Palmarès
Le symbole «♙» indique une nomination et «♛» signale le téléfilm ou la mini-série avec l'opérateur technique lauréats du Primetime Emmy Award de la meilleure photographie dans une mini-série ou un téléfilm (en), sauf pour les pilotes, qui n'ont pas de statuts particuliers aux Primetime Emmy et qui sont récompensés dans les catégories des séries.

### Années 1980
S'intitulait Miniseries or Special
- 1988 : Christmas Snow – Philip Lathrop • Téléfilm NBC ♛
  - Chaque meurtre a son prix (en) (Kojak: The Price of Justice) – Victor Kemper • Téléfilm CBS de Kojak
  - Promise (en) – Gayne Rescher • Téléfilm CBS
  - Rage of Angels, Part II – Jack Priestley • Mini-série NBC
  - When the Bough Breaks (en) – James Crabe • Téléfilm NBC

De 1989 à 1998, sauf en 1990 : scission entre les catégories Téléfilm/pilote (Movie of the Week or Pilot) et les mini-séries (Miniseries).
- 1989
  - Téléfilm ou pilote : La force de l'amour (Little Girl Lost) – Philip Lathrop • Téléfilm ABC
    - The Caine Mutiny Court Martial – Jacek Laskus • Téléfilm CBS
    - Les Nouvelles Aventures de Davy Crockett – Isidore Mankofsky • Téléfilm NBC
    - Lena: My Hundred Children – Eric Van Haren Noman • Téléfilm NBC
    - Shooter (en) – Gayne Rescher • Téléfilm/pilote NBC ♛

  - Mini-série : Les Orages de la guerre (War and Remembrance) – Dietrich Lohmann • ABC
    - Hemingway – Wolfgang Treu • Diffusion en syndication
    - Lincoln (en) (Gore Vidal's Lincoln) – William Wages • NBC
    - La Noble maison (en) (James Clavell's Noble House) – Cristiano Pogany • NBC

### Années 1990
- 1990 : Single Women, Married Men – Gayne Rescher • Téléfilm CBS
  - 58 heures d'angoisse (Everybody's Baby: The Rescue of Jessica McClure) – Shelly Johnson • Téléfilm ABC
  - Appel au secours – Eric Van Haren Noman • Téléfilm NBC
  - L'Équipée du Poney Express (The Young Riders), pilote Le Kid (The Kid) – John Toll • Série ABC
  - My Name is Bill W. (en) – Neil Roach • Téléfilm ABC
- 1991
  - Téléfilm ou pilote : Murder in Mississippi (en) – Donald M. Morgan • Téléfilm NBC ♛
    - Caroline ? (en) – William Wages • Téléfilm CBS
    - The Court Martial of Jackie Robinson – Don Burgess • Téléfilm TNT
    - Gabriel Bird (Gabriel's Fire), pilote – Thomas Alger Olgeirson • Série ABC
    - Twin Peaks, pilote – Ron Garcia • Série ABC

  - Mini-série : Poker d'amour à Las Vegas (Jackie Collins' Lucky Chances), Part I – Gayne Rescher • NBC ♛
    - La Femme blessée (en) (Voices Within: The Story of Truddi Chase), Part II – William Wages • ABC
    - Le Grand Tremblement de terre de Los Angeles (The Big One: The Great Los Angeles Earthquake), Part II – Denis Lewiston • NBC
- 1992
  - Téléfilm ou pilote : Dillinger (en) – Donald M. Morgan • Téléfilm ABC
    - Les Ailes du destin (I'll Fly Away), pilote Le Procès – William Wages • Série NBC
    - Guerres privées (Civil Wars), pilote Remue ménage – Brian J. Reynolds • Série ABC
    - Une Vie brisée (Reason for Living: The Jill Ireland Story) – John Kranhouse • Téléfilm NBC
    - La Voix du silence (Reasonable Doubts), pilote – Robert Primes • Série NBC

  - Mini-série : Love, Lies and Murder (en) – Isidore Mankofsky • NBC
    - In A Child's Name – Daryn Okada • CBS
    - False Arrest – Robert Draper • ABC
- 1993
  - Téléfilm ou pilote : Staline (en) (Stalin) – Vilmos Zsigmond • Téléfilm HBO ♛
    - Affairs of the Heart – Larry Revene • Direct-to-video
    - An American Story – Johnny E. Jensen • Téléfilm CBS
    - Citizen Cohn, le persécuteur (Citizen Cohn) – Paul Elliot • Téléfilm HBO
    - Un Engrenage fatal (When No One Would Listen) – Richard M. Rawlings Jr. • Téléfilm CBS

  - Mini-série : Le cartel Medellin: guerre à la drogue (Drug Wars: The Cocaine Carte) – Roy H. Wagner • NBC
    - The Burden of Proof – Kees Van Oostrum • ABC
    - Les Visiteurs de l'au-delà (Intruders) – Tom Priestley Jr. • CBS
    - Sinatra (en) – Reynaldo Villalobos • CBS ♙
    - MGM:When the Lion Roars – Michael Lonzo • TNT
- 1994
  - Téléfilm ou pilote : Geronimo (en) – Donald M. Morgan • Téléfilm TNT ♛
    - To Dance With The White Dog – Neil Roach • Téléfilm CBS
    - New York Police Blues (NYPD Blue), pilote Un flic abattu – Bing Sokolsky • Série ABC
    - SeaQuest, police des mers (SeaQuest DSV), pilote Être ou ne pas être (To Be or Not to Be) – Kenneth D. Zunder • Série NBC
    - X-Files : Aux frontières du réel (The X-Files), pilote Nous ne sommes pas seuls – Thomas A. Del Ruth • Série Fox

  - Mini-série : Lonesome Dove : La Loi des justes (Return to Lonesome Dove) – Kees Van Oostrum • CBS ♙
    - Murder in the Heartland (en), Part 1 – Ron Garcia • ABC
    - En quête de justice  (A Matter of Justice) – Rob Draper • NBC
    - Le Trésor des alizés (Trade Winds), Part 3 – Isidore Mankofsky • ABC/NBC
    - Wild Palms, épisode 2 : Un monde étrange (Part 2: The Floating World) – Phedon Papamichael • ABC
- 1995
  - Téléfilm ou pilote : Urgences (ER), pilote 24 heures (Day One) – Thomas A. Del Ruth • Série CBS
    - Amelia Earhart, le dernier vol (Amelia Earhart: The Final Flight) – Lauro Escorel • Téléfilm TNT
    - Chicago Hope : La Vie à tout prix (Chicago Hope), pilote La Séparation – Tim Suhrstedt • Série CBS ♛
    - Earth 2, pilote Le Projet Eden (First Contact) – Felix Enriques Alcala • Série NBC
    - Les Soldats de l'espérance (And the Band Played On) – Paul Elliot • Téléfilm HBO

  - Minisérie : Album de famille (en) (Family Album), Part I – Michael Watkins • NBC
    - Million Dollar Babies – David Franco • CBS
    - Nord et sud III (North and South III: Heaven and Hell), épisode 3 (Part III) – Don E. FauntLeRoy • ABC
    - Oldest Living Confederate Widow Tells All (en), Part II – Edward J. Pei • CBS
    - Scarlett, Part I – Tony Imi • CBS
- 1996
  - Téléfilm ou pilote : Truman – Paul Elliot • Téléfilm HBO
    - Falling for You – David Franco • Téléfilm CBS
    - Divas – Ron Garcia • Téléfilm Fox
    - Kingfish : La vie de Huey P. Long (en) (Kingfish: A Story of Huey P. Long) – Alexander Gruszynski • Téléfilm TNT
    - White Dwarf (en) – Phedon Papamichael • Téléfilm/pilote Fox

  - Mini-série : Lonesome Dove : Le Crépuscule (Streets of Laredo) – Edward J. Pei • CBS
    - Zoya : les chemins du destin (Zoya) – Laszlo George • NBC
    - Le Retour des envahisseurs (The Invaders) – Alar Kivilo • Fox
    - Picture Windows (en), épisode Soir Bleu – Paul Sarossy • Showtime
- 1997
  - Téléfilm ou pilote : Les cavaliers de la mort (en) (Riders of the Purple Sage) – William Wages • Téléfilm TNT
    - What Love Sees – Robert Draper • Téléfilm CBS
    - Gotti – Alar Kivilo • Téléfilm HBO ♙
    - Hidden in Silence – Michael Margulies • Téléfilm Lifetime
    - Raspoutine (Rasputin) – Elemer Ragalyi • Téléfilm HBO ♛
    - Millennium, pilote La Seconde Venue – Peter Wunstorf • Série Fox

  - Mini-série : Ruby Ridge: An American Tragedy (en) – Donald M. Morgan • CBS ♙
  - Destination inconnue (Pandora's Clock) – Steven Shaw • NBC
  - De sang-froid (In Cold Blood) – Peter Woeste • CBS
- 1998
  - Téléfilm ou pilote : Buffalo Soldiers – William Wages • Téléfilm TNT
    - Blanche-Neige : Le Plus Horrible des contes (Snow White: A Tale of Terror) – Mike Southon • Téléfilm Showtime
    - L'Héritière (The Inheritance) – Shelly Johnson • Téléfilm CBS
    - The Garden of Redemption – Jacek Laskus • Téléfilm Showtime
    - Les Aventures d'Oliver Twist – Bing Sokolsky • Téléfilm ABC

  - Mini-série : George Wallace – Alan Caso • TNT
    - Intensity (en) – David Franco • Fox
    - Projet Médusa (Medusa's Child) – Kees Van Oostrum • ABC

La catégorie est unifiée et porte le nom Movie of the Week, Pilot or Miniseries.
- 1999 : Winchell (en) – Robbie Greenberg • Téléfilm HBO ♛
  - Quand les clairons se taisent (en) (When Trumpets Fade) – Thomas Burstyn • Téléfilm HBO
  - The Day Lincoln Was Shot (en) – Ron Garcia • Téléfilm TNT
  - The Fixer – Michael Goi • Téléfilm Showtime
  - Les Rois de Las Vegas (The Rat Pack) – Shane Hurlbut • Téléfilm HBO

### Années 2000
- 2000 : Dorothy Dandridge (Introducing Dorothy Dandridge) – Robbie Greenberg • Téléfilm HBO ♛
  - À la maison blanche (The West Wing), pilote Les Foudres du ciel – Thomas A. Del Ruth • Série NBC
  - Strange Justice (en) – Jonathan Freeman • Téléfilm Showtime
  - Jeanne d'Arc (Joan of Arc) – Pierre Gill • Mini-série CBS
  - Partie truquée (Mind Prey) – Bing Sokolsky • Téléfilm ABC

De 2001 à 2005 : scission en deux catégories séparant les programmes des chaînes gratuites hertziennes (Network) et des chaînes payantes ou disponibles seulement sur le câble et satellite (Basic or Pay). Même s[pas clair]
- 2001
  - Chaînes hertziennes : Cora Unashamed (en) – Ernest Holzmann • Téléfilm PBS
    - Adieu soleil (Papa's Angels) – Brian J. Reynolds • Téléfilm CBS
    - Jason et les Argonautes (Jason and the Argonauts) – Serge Kozlov • Mini-série NBC
    - King of the World (en) – Eric Van Haren Noman • Téléfilm ABC
    - The Moving of Sophia Myles – William Wages • Téléfilm CBS

  - Chaînes payantes ou du câble : The Crossing (en) – Rene Ohashi • Téléfilm A&E
    - Dune (Frank Herbert's Dune) – Vittorio Storaro • Mini-série Syfy ♛
    - For Love or Country: The Arturo Sandoval Story – Donald M. Morgan • Téléfilm HBO ♙
    - High Noon – Robert McLachlan • Téléfilm TBS
    - Witchblade, pilote – Anghel Decca • Téléfilm/pilote TNT
- 2002
  - Chaînes hertziennes : 1943 l'ultime révolte (Uprising) – Denis Lenoir • Téléfilm NBC
    - 24 heures chrono (24), pilote Minuit - 1h00 (12:00 A.M.-1:00 A.M.) – Peter Levy • Série Fox
    - Citizen Baines (en), pilote A Day Like No Other – Ernest Holzman • Mini-série CBS
    - Don Giovanni Unmasked – Rene Ohashi • Mini-série CBC
    - Smallville, pilote Bienvenue sur Terre – Peter Wunstorf • Série WB TV

  - Chaines payantes ou du câble : Attila le Hun (Attila) – Steven Fierberg • Mini-série USA Network
    - À l'épreuve de l'amour (What Girls Learn) – Malcolm Cross • Téléfilm Showtime
    - Une famille meurtrie (Just Ask My Children) – Lowell Peterson • Téléfilm Lifetime
    - Boss of Bosses (en) – Brian J. Reynolds • Téléfilm TNT
    - Tonnerre, le petit renne du père noël (Prancer Returns) – Bruce Worrall • Téléfilm USA Network
- 2003
  - Chaînes hertziennes : Les Experts : Miami (C.S.I: Miami), pilote La mort dans tous ses états (Cross Jurisdictions) – Michael Barrett • Série CBS
    - Les Anges de la nuit (Birds of Prey), pilote Alliance – Clark Mathis • Série The WB
    - Carrie – Victor Goss • Téléfilm NBC
    - Haunted, pilote N'abandonne jamais – Peter Wunstorf • Série UPN
    - Mes plus belles années (American Dreams), pilote Bienvenue chez les Pryor – Brian J. Reynolds • Série NBC

  - Chaînes payantes ou du câble : Last Call (en) – Jeffrey Jur • Téléfilm Showtime
    - Au cœur des flammes (Point of Origin) – Anthony Nakonechnyj • Téléfilm HBO
    - The Case of the Whitechapel Vampire – Serge Ladouceur • Téléfilm Hallmark Channel
    - Disparition (Taken), épisode John – Jonathan Freeman • Mini-série SyFy
    - Miss Lettie and Me – William Wages • Téléfilm TNT
- 2004
  - Chaînes hertziennes : Hitler : La Naissance du mal (Hitler: The Rise of Evil) – Pierre Gill • Téléfilm CBS
    - Brush with Fate (en) – Eric Van Haren Noman • Téléfilm CBS
    - Miracles, pilote The Ferguson Syndrome – Ernest Holzman • Série ABC
    - Las Vegas, pilote Hôtel Montecito – Bill Roe • Série NBC
    - The Lyon's Den (en), pilote – Michael Mayers • Série NBC

  - Chaînes payantes ou du câble : La Caravane de l'étrange (Carnivàle), pilote Sur la route de Milfay – Tami Reiker • Série HBO
    - Angels in America – Stephen Goldblatt • Mini-série HBO ♙
    - Les hommes du Pentagone (en) (The Pentagon Papers) – Michael Mayers • Téléfilm FX
    - Out of the Ashes (en) – Donald M. Morgan • Téléfilm Showtime ♛
    - The Roman Spring of Mrs. Stone (en) – Ashley Rowe • Téléfilm Showtime
- 2005
  - Chaînes hertziennes : Homeland Security – Jonathan Freeman • Téléfilm NBC
    - The Five People You Meet In Heaven – Kramer Morgenthau • Téléfilm ABC
    - Judas (en) – Michael Goi • Téléfilm ABC
    - Lost : Les Disparus (Lost), pilote Le Réveil : 1re partie – Larry Fong • Série ABC
    - NIH : alertes médicales (Medical Investigation), pilote Les Nerfs à vif (You're Not Alone) – Clark Mathis • Série NBC

  - Chaînes payantes ou du câble : Iron Jawed Angels – Robbie Greenberg • Téléfilm HBO
    - Frankenstein, pilote – Alan Caso • Mini-série Hallmark
    - Moi, Peter Sellers (The Life And Death of Peter Sellers) – Peter Levy • Téléfilm HBO ♛
    - Salem (Salem's Lot) – Ben Nott • Téléfilm TNT
    - Spartacus – Kees Van Oostrum • Mini-série USA Network
- 2006 : Warm Springs – Robbie Greenberg • Téléfilm HBO
  - Code Breakers (en) – Thomas A. Del Ruth • Téléfilm ESPN
  - Faith of My Fathers – Bill Roe • Téléfilm A&E
  - Into the West, épisode Ruée vers les étoiles (Wheel to the Stars) – Alan Caso • Mini-série TNT
  - Reefer Madness (Reefer Madness: The Movie Musical) – Jan Kiesser • Téléfilm Showtime
- 2007 : Rêves et cauchemars (Nightmares and Dreamscapes: From the Stories of Stephen King), épisode La Dernière Affaire d'Umney (Umney's Last Case) – John Stokes • Mini-série TNT
  - Les Aventures de Flynn Carson : Le Trésor du roi Salomon (The Librarian: Return to King Solomon's Mines) – Walt Lloyd • Téléfilm TNT
  - Day Break, pilote Machination – Bill Roe • Série ABC
  - Heroes, pilote Hors du commun… (Genesis) – Adam Kane • Série NBC
  - Studio 60 on the Sunset Strip, pilote Scandale en direct – Thomas A. Del Ruth • Série NBC
- 2008 : The Company, pilote – Ben Nott • Mini-série TNT
  - Bury My Heart at Wounded Knee – David Franco • Téléfilm HBO ♛
  - Jesse Stone : L'Empreinte du passé (Jesse Stone: Sea Change) – Rene Ohashi • Téléfilm CBS
  - Pushing Daisies, pilote Mise en bouche (Pie-lette) – Michael Weaver • Série ABC
  - Raines, pilote Paroles de victimes – Oliver Bokelberg • Série NBC

De 2009 à 2013, les pilotes sont jugés dans la catégorie consacrée aux séries régulières.
- 2009 : Eleventh Hour, pilote Résurrection – David Stockton • Série CBS
  - Fringe, pilote Le Vol 627 – Michael Bonvillain • Série Fox
  - Life on Mars, pilote D'un monde à l'autre (Out Here In The Fields) – Kramer Morgenthau • Série ABC
  - La Menace Andromède (The Andromeda Strain), épisode Part 1 – Jon Joffin • Mini-série A&E ♙
  - Mon meilleur ennemi (My Own Worst Enemy), pilote Double vie (Breakdown) – Oliver Bokelberg • Série NBC

### Années 2010
- 2010 : L'Honneur d'un Marine (Taking Chance) – Alar Kivilo • Téléfilm HBO
  - Irena Sendler (The Courageous Heart of Irena Sendler) – Jerzy Zielinski • Téléfilm CBS
  - Jesse Stone : l'enfant disparu (Jesse Stone: Thin Ice) – Rene Ohashi • Téléfilm CBS
- 2011 : The Pacific, épisode Okinawa – Stephen Windon • Mini-série HBO
  - Alice au pays des merveilles (Alice), Episode 2 – Jon Joffin • Mini-série Showcase
  - Jesse Stone: Sans Remords (Jesse Stone: No Remorse) – David Gribble • Téléfilm CBS
- 2012 : Page Eight – Martin Ruhe • Téléfilm BBC
  - Any Human Heart (en), Episode 2 – Wojciech Szepel • Mini-série Channel 4
  - Chicago Overcoat – Kevin Moss • Téléfilm Showtime
  - Les Kennedy (The Kennedys), épisode Condamnations à perpétuité (Moral Issues and Inner Turmoil) – David Moxness • Mini-série History et ReelzChannel ♙
  - Mildred Pierce, Épisode 5 – Ed Lachman • Mini-série HBO ♙
- 2013 : De grandes espérances (Great Expectations) – Florian Hoffmeister • Mini-série BBC ♛
  - American Horror Story: Asylum, épisode Anne Frank première partie (I am Anne Frank: Part 2) – Michael Goi • Mini-série FX ♙
  - Hatfields and McCoys – Arthur Reinhart • Mini-série History
  - Hemingway and Gellhorn – Rogier Stoffers • Téléfilm HBO ♙
- 2014 : Killing Lincoln (en) – Jeremy Benning • Téléfilm National Geographic
  - Dancing on the Edge, épisode 1 – Ashley Rowe • Mini-série BBC
  - The White Queen, épisode La guerre pour toute réponse (War at First Hand) – David Luther • Mini-série BBC

Depuis 2015 : s'intitule Television Movie/Miniseries/Pilot Award et réintègre les pilotes.
- 2015 : Manhattan, pilote On blesse toujours ceux qu'on aime (You Always Hurt the Ones You Love) – John Lindley • Série WGN
  - Deliverance Creek – Theo van de Sande • Téléfilm Lifetime
  - Gotham, pilote Bruce Wayne – David Stockton • Série Fox
  - The Trip to Bountiful – David Greene • Téléfilm Lifetime
- 2016 : Casanova, pilote – Pierre Gill • Pilote Amazon
  - Bessie – Jeffrey Jur • Téléfilm HBO ♛
  - Blindspot, pilote – Martin Ahlgren • Série NBC
  - The Man in the High Castle, pilote The New World – James Hawkinson • Série Amazon
  - Marco Polo, pilote Le Voyageur (The Wayfarer) – Romain Lacourbas • Série Netflix
- 2017 : The Night Of, épisode Subtle Beast – Igor Martinovic • Mini-série HBO
  - All the Way – Jim Denault • Téléfilm HBO
  - The Exorcist, pilote Chapter One: And Let My Cry Come Unto Thee – Alex Disenhof • Série Fox
  - Harley and the Davidsons, épisode Amazing Machine – Balazs Bolygo • Mini-série Discovery
  - Westworld, pilote The Original – Paul Cameron • Série HBO

## Victoires multiples
- Par chaîne
- Par chef-opérateur